# Пища ангелов
«Пища ангелов», или ангельский бисквит (англ. angel food cake, angel cake), — разновидность бисквита из яичных белков, муки и сахара; в отличие от других видов бисквита не содержит жиров и яичных желтков.
Торт «Пища ангелов» появился в США и стал популярным в конце XIX века. Бисквит славится лёгкой и пушистой текстурой и известен во всём мире.
- Белки — 5,9 г
- Жиры — 0,8 г
- Углеводы — 56,3 г
- Пищевые волокна — 1,5 г
- Зола — 2,3 г
- Вода — 33,2 г
- Энергетическая ценность — 258 ккал

## Описание
«Пища ангелов» — белый бисквит, содержащий только крепко взбитые яичные белки. Чтобы тесто хорошо наполнилось пузырьками воздуха и бисквит стал воздушным, яичные белки должны быть взбиты в крепкую пену. Желтки придавали бы бисквиту жёлтый цвет и препятствовали взбиванию белков. Ключом к успеху при изготовлении «пищи ангелов» является винный камень, который добавляют к белкам для стабилизации. Классический рецепт не предполагает добавления в тесто разрыхлителя, воздушная структура в основном обеспечивается воздухом, содержащимся во взбитых белках.
Чтобы бисквит хорошо поднимался, тесто замешивают на лёгкой муке из мягкой пшеницы, содержащей не более 4 % белка, так как при приготовлении ангельского бисквита большее значение имеет содержащийся в муке крахмал. Сахар, входящий в рецептуру, взаимодействует с глютеном пшеничной муки, делая продукт очень нежным, а также поднимает температуру коагуляции белков и желатинизации крахмала, в результате структура выпечки становится однородной и плотной. Однако излишек сахара может привести к опаданию бисквита. В тесто можно добавить соль и ароматизаторы, современные кондитеры иногда добавляют в тесто специи, такие как мускатный орех или гвоздика.
«Пища ангелов» не содержит масла или других жиров и, таким образом, не является сдобной выпечкой, что отличает его от всех других видов бисквита. Благодаря мягкой пшенице и полному отсутствию жиров ангельский бисквит имеет очень лёгкую текстуру и нежный вкус. По содержанию яиц и сахара «Пища ангелов» превосходит другие бисквиты, это очень сладкий десерт. Тем не менее, блюдо относят к низкокалорийным из-за отсутствия жиров, а также из-за лёгкой объёмной текстуры и, соответственно, меньшего веса порции.
Иногда «Пищу ангелов» глазируют, но чаще поливают сладким соусом. Некоторые книги рекомендуют заполнять отверстие в середине торта взбитыми сливками и украшать его фруктами. Ангельский бисквит следует разрезать зубчатым хлебным ножом, так как прямое лезвие мнёт бисквит, а не режет его. Для разрезания бисквита подходят электрические зубчатые ножи, фрезы или прочная нить.

## История
Первый рецепт белого бисквита, не содержащего желтков и жиров, опубликован в поваренной книге Летиции Брайан The Kentucky Housewife в 1839 году. Этот рецепт неоднократно перепечатывался в поваренных книгах в 1860—1870-х годах. Рецепт торта под названием «Пища ангелов» впервые опубликован во втором издании книги Изабеллы Стюарт The Home Messenger Book of Tested Recipes в 1878 году. После публикации рецепта в 1884 году в поваренной книге Бостонской кулинарной школы (Mrs. Lincoln’s Boston Cook Book: What to Do and What Not to Do in Cooking) рецепт стал действительно популярным, в том числе благодаря изобретению ручной машинки для взбивания.

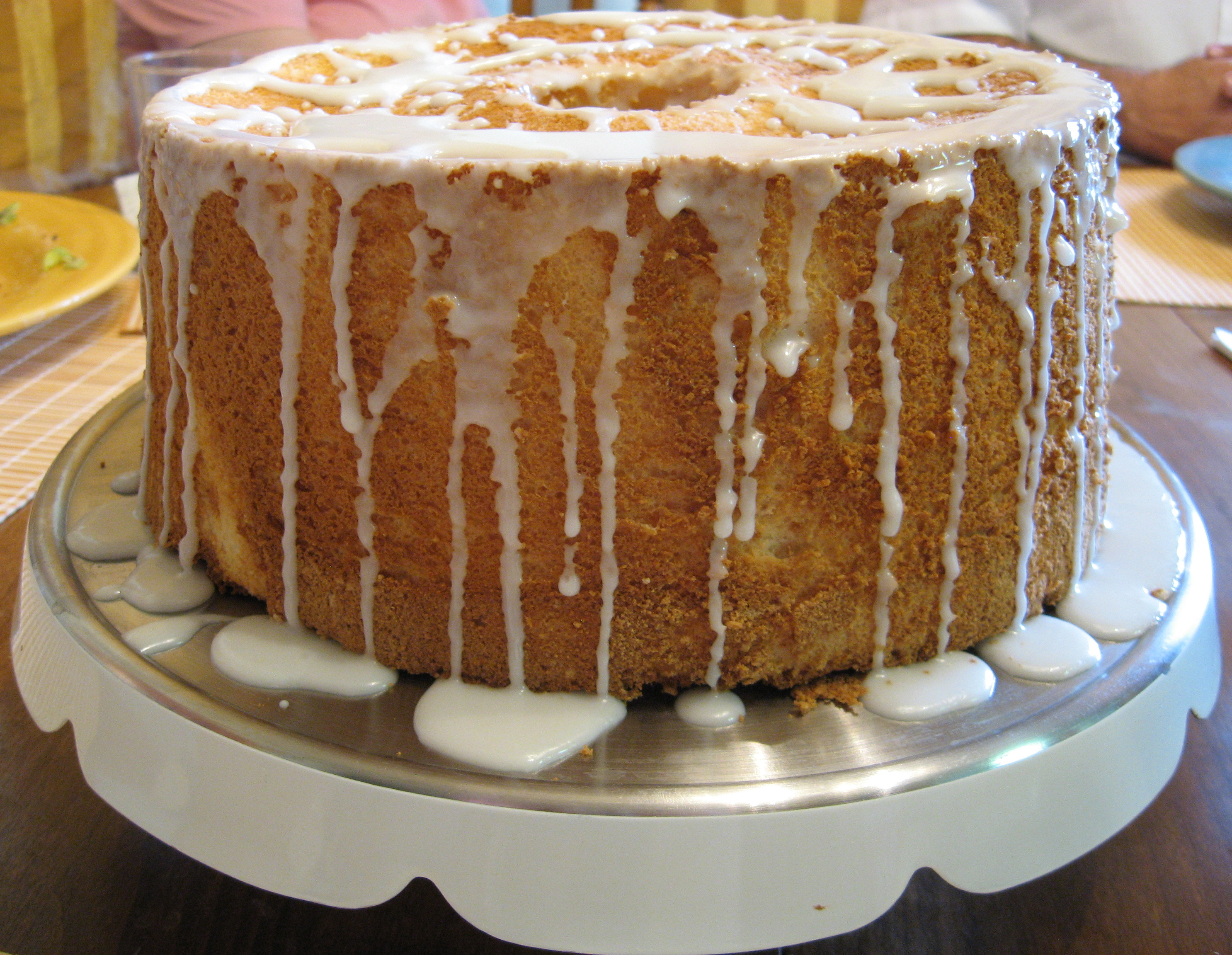

Рецептура и технология приготовления «Пищи ангелов» окончательно утвердилась в 1930-е годы. В 1936 году Бармор (англ. M. A. Barmore) провёл серию экспериментов, выясняя оптимальные соотношения ингредиентов, способы смешивания и температуру выпечки. Он доказал и преимущество винного камня перед лимонной и уксусной кислотами в качестве стабилизатора пены. Пайлер (англ. E. J. Pyler) показал, что быстрая выпечка при высокой температуре даёт максимальный объём бисквита, в то время как по результатам других исследователей при медленной выпечке бисквит получается более прочным и не опадает. Исследования оптимального способа приготовления «пищи ангелов» в середине XX века касались также технологии и степени взбивания белков и очерёдности добавления во взбитую пену сахара и муки. В 1930-е годы начались и эксперименты по приданию «пище ангелов» разных вкусов и ароматов — шоколада, мараскина, чернослива, специй, ириса (посредством добавления коричневого сахара), мяты. В 1960-е из ангельского бисквита стали делать многослойные торты, используя глазурь, взбитые сливки и фруктовые прослойки.
«Пища ангелов» остаётся одним из самых популярных бисквитов, изготавливается и продаётся во многих кондитерских, любим и как рецепт для домашней выпечки.
В конце 1940-х годов была разработана сухая смесь для приготовления «Пищи ангелов» (Angel Food Cake Mix), которая и в наши дни является основой многих рецептов домашней выпечки.

## Приготовление
- Пшеничная мука — 100 г
- Сахар — 215 г (260 г[9])
- Яичные белки — 277 г (350 г[9])
- Соль — 4 г
- Винный камень — 1 г

По сравнению со своим предшественником — белым или «серебряным» бисквитом — «пища ангелов» имеет более лёгкую и нежную текстуру за счёт другого соотношения ингредиентов, но требует гораздо большей тщательности при приготовлении. Для получения качественного бисквита очень важна правильная технология смешивания. В качестве инструмента при домашней выпечке подходит ручной или настольный планетарный миксер. Многие рецепты, содержащиеся в поваренных книгах, советуют взбивать яичные белки в медной посуде. При взбивании венчиком ионы меди прикрепляются к молекулам овотрансферрина, улучшая пластичность и устойчивость пены. Влияние меди на эластичность и способность белка к расширению показано исследованиями.
Сначала яичные белки, и, по желанию, соль и винный камень, взбивают до состояния мягких пиков. При дальнейшем взбивании постепенно добавляют сахар, доводят смесь до фазы твёрдых пиков. Просеянную муку аккуратно вводят во взбитый белок, стараясь как можно меньше мешать взбитую пену, чтобы не разрушить пузырьки воздуха.

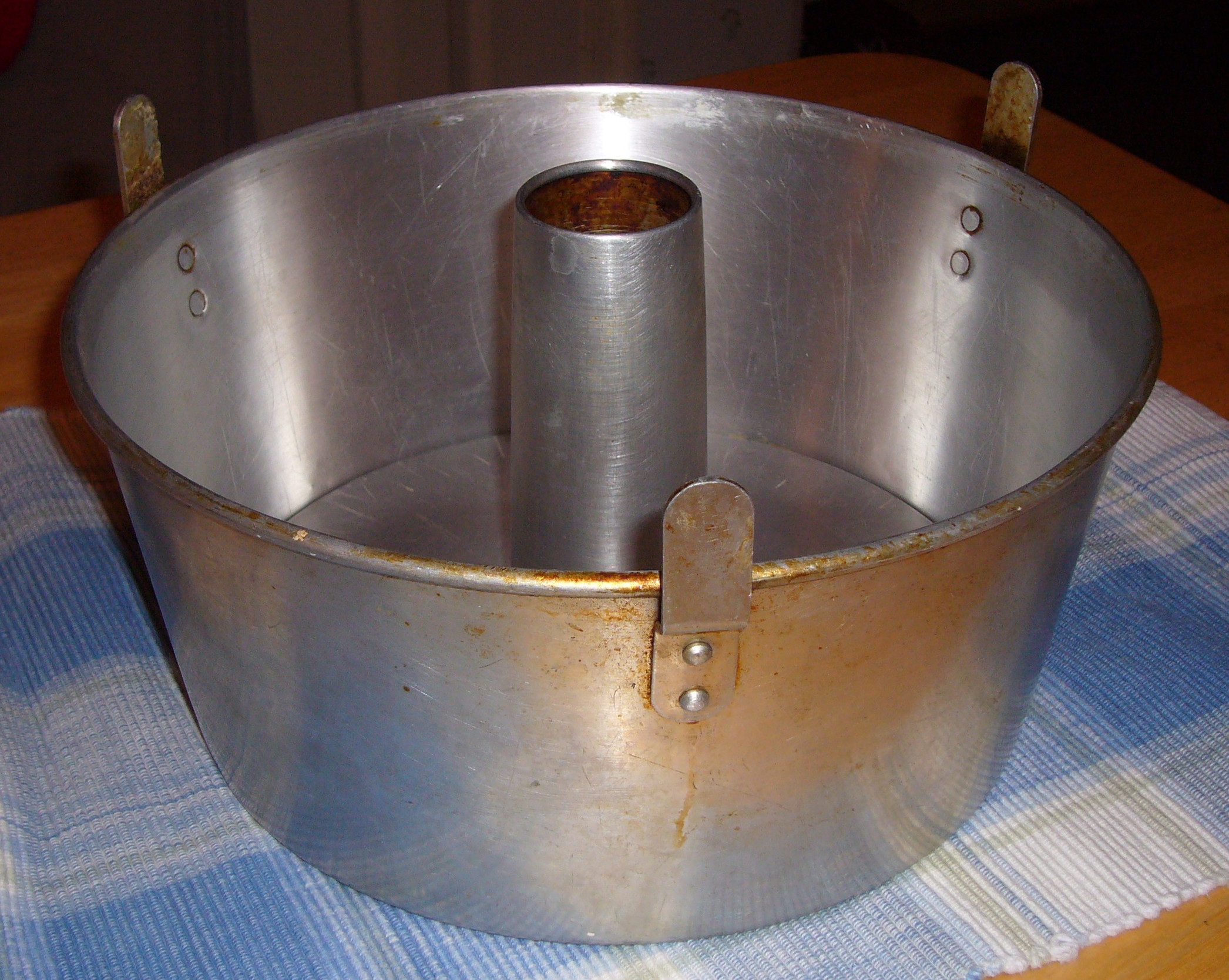
Форма для ангельского бисквита с центральной трубкой и ножками для установки в перевёрнутом виде

Готовое тесто немедленно выкладывают в форму. Бисквит обычно выпекается в высокой круглой форме с гладкими вертикальными или наклонными стенками и с трубкой в центре, которая оставляет отверстие в середине пирога. Отверстие в середине формы необходимо, чтобы бисквит поднимался ровнее и имел однородную структуру. При отсутствии опоры в середине формы бисквит получится более высоким по краям, а середина будет низкой и более плотной. Специальные формы для лёгких бисквитов, таких как «пища ангелов» и шифоновый, снабжены ножками у верхнего бортика: на них удобно поставить перевёрнутую форму, пока бисквит охлаждается. Удобны формы со съёмным дном. Можно использовать и форму для кекса в виде кольца, но её рифлёные стенки затруднят извлечение готового бисквита. Форма для выпечки бисквита должна быть обезжирена, лучше, если она не будет использоваться для приготовления других видов пищи: в смазанной форме тесто хуже поднимается. Для изготовления бисквита не подходит форма с антипригарным покрытием.
Бисквит выпекают в заранее нагретой духовке, сразу после выкладывания теста в форму, чтобы оно не успело осесть. В процессе выпечки яичный белок коагулирует, закрепляя пузырьки воздуха, лишняя влага испаряется, желатинизация крахмала придаёт выпечке прочность; в результате реакции Майяра сверху образуется золотисто-коричневая корочка. Наилучший результат получается при выпекании бисквита в короткий срок при высокой температуре. Температура и продолжительность запекания зависят от размера изделия; температура может колебаться от 160 до 190 °C, время выпечки составляет от 30 минут до одного часа. Время выпекания должно быть достаточным, чтобы потенциал взбитого теста к расширению был реализован в полной мере. Объём готового бисквита превышает объём теста в два-три раза.
Выпеченный бисквит следует остужать в форме в перевёрнутом состоянии, чтобы бисквит не осел под собственной тяжестью. Форма с неостывшим бисквитом должна быть приподнята над поверхностью стола, чтобы обеспечить достаточный для охлаждения приток воздуха. Специальные формы для выпечки «пищи ангелов» снабжены специальными ножками. При отсутствии ножек форму устанавливают на бутылке с водой, поместив её центральное отверстие на горлышке бутылки. Если форма покрыта антипригарным покрытием или смазана маслом, бисквит при охлаждении может упасть и расплющиться.
Бисквит «пища ангела» хранится при комнатной температуре несколько дней, в холодильнике — неделю. Залежалый бисквит становится сухим и ломким из-за испарения влаги.

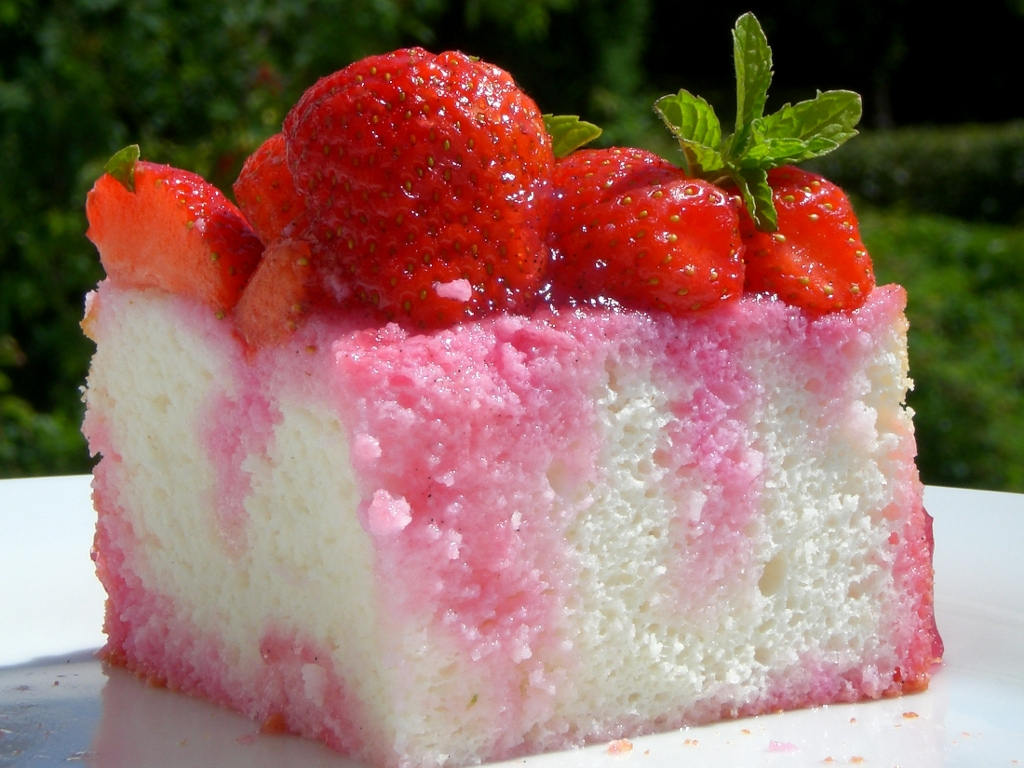

## Особенности промышленного производства
В промышленном производстве для снижения себестоимости и увеличения срока годности продукции используют дополнительные ингредиенты, не предусмотренные традиционным рецептом. Дегидратированные и замороженные яичные белки дешевле, чем свежие, однако качество дегидратированных белков неоднородно и разные партии бисквита могут различаться по текстуре, объёму, высоте и влажности. Для улучшения пенообразующих качеств обезвоженных белков используют поверхностно-активные вещества дезоксихолат, триэтилцитрат, триацетин, олеат натрия и олеиновую кислоту, иногда — раствор модифицированного соевого белка, пепсин или другие ферменты. Замороженные яичные белки не образуют такой крепкой и стабильной пены, как свежие. Для улучшения пены замороженных яиц добавляют кислоты, такие как яблочная, уксусная, винная или лимонная, чтобы компенсировать снижение кислотности белка при хранении, улучшить цвет и структуру.
Вместо пшеничной муки при промышленном производстве используют смесь муки и пшеничного крахмала с содержанием муки не менее 20 %. Пшеничную муку отбеливают, чтобы добиться яркого белого цвета бисквита, кислотность сухой смеси регулируют, чтобы создать оптимальные условия для клейстеризации крахмала. В некоторых рецептурах смесь для бисквита дополнена желатинизированным кукурузным крахмалом. Небольшое количество сырого пшеничного крахмала иногда добавляют и в сахар. Добавляются также сбалансированные химические разрыхлители, выбор которых зависит от желаемой при изготовлении бисквита скорости выделения углекислого газа с учётом состава и количества подкислителей. В отличие от домашней выпечки для перемешивания сухих компонентов и восстановления обезвоженных белков в промышленную рецептуру включена вода.
Для приготовления теста в промышленном производстве используют смесители непрерывного действия и непрерывный процесс взбивания, пригодный для приготовления больших объёмов теста. Ингредиенты подаются в смеситель в один или два этапа. При одношаговом процессе все ингредиенты смешиваются вместе, а затем при подаче воздуха вымешивается тесто. При двухшаговом процессе ингредиенты предварительно смешиваются в разных резервуарах, а затем соединяются при подаче воздуха. Готовое тесто подаётся в статический смеситель и выкладывается в формы. На кондитерских производствах бисквиты запекают в стеллажной, барабанной или конвекционной печи; может использоваться туннельная или конвейерная печь.